# Helastia scissa
Helastia scissa là một loài bướm đêm trong họ Geometridae.